# Ali Niknam
Ali Niknam (Windsor (Ontario), 1981) is een in Canada geboren Nederlands ondernemer van Iraanse afkomst. Hij is oprichter van drie Nederlandse bedrijven; bunq, TransIP en The Datacenter Group. Tevens is hij medeoprichter van de stichtingen People for People  en Next level .

## Afkomst
Niknam werd geboren in de Canadese stad Windsor als kind van Iraanse ouders. Zijn vader deed vijf jaar daarvoor als schermer mee aan de Olympische Zomerspelen in Montreal, als lid van de Iraanse delegatie. Zijn moeder speelde basketbal in het nationale team van Iran. Op eenjarige leeftijd keerde hij met zijn ouders terug naar Iran en na een paar jaar in Teheran en Tabriz gewoond te hebben emigreerde hij op zevenjarige leeftijd naar Nederland, waar hij in Gouda opgroeide.
 Daar heeft hij zijn middelbare school gevolgd op het Coornhert Gymnasium. Vervolgens heeft hij technische informatica gestudeerd aan de Technische Universiteit Delft, waarmee hij in 2007 stopte na het behalen van zijn bachelor.

## Loopbaan

### TransIP
Niknam richtte in 2003 – toen hij nog studeerde – zijn eerste bedrijf TransIP op, gespecialiseerd in domeinnaamregistratie en webhosting. In 2012 schreef en publiceerde Niknam het boek ‘Ondernemers hebben nooit geluk’, waarin hij onder andere de oprichting en groei van TransIP beschrijft.  Aan de hand van persoonlijke ervaringen geeft Niknam tips en inzichten voor andere ondernemers en beschrijft hij hoe het is gelukt om TransIP uit te laten groeien tot de grootste domein- naam- en webhostingprovider van de Benelux. In 2014 gaf Niknam de dagelijkse leiding van het bedrijf uit handen.

### The Datacenter Group
In 2007 richtte hij samen met twee partners het bedrijf The Datacenter Group op. Daar is hij als aandeelhouder voornamelijk op de achtergrond actief.

### bunq
Niknam startte in 2012 met bunq zijn derde onderneming. In 2015 kreeg hij een vergunning van De Nederlandsche Bank, de eerste keer in 35 jaar dat een dergelijke vergunning werd uitgegeven.. Dit was mogelijk doordat TransIP garant kon staan voor de benodigde 17 miljoen euro, en daardoor werd hij oprichter en tevens enig aandeelhouder van deze mobiele bank. De beginjaren van bunq (2012 - 2015) zijn vastgelegd in het boek ‘Breken met Banken’ van Siebe Huizinga. Hierin wordt beschreven hoe de kredietcrisis van 2007-2008 Niknam het idee gaf een nieuw soort bank te creëren,  in de woorden van Niknam: ‘een onafhankelijke bank waar het draait om mensen en niet om geld.’ 
Toen bunq in 2015 voor het publiek beschikbaar werd, vergeleek Niknam bunq met een ‘soort WhatsApp voor bankieren’. Sinds het oprichten van bunq verschijnt Niknam regelmatig in de media met zijn kijk op het bankwezen en de bijbehorende ontwikkelingen op het gebied van fintech.
In 2018 kwamen Niknam en bunq in het nieuws toen ze de dader van een vermeende buitenlandse DDoS-aanval wisten op te sporen.
Van 2012 tot 2021 was Niknam de enige investeerder in bunq. In totaal heeft hij 125 miljoen euro uit eigen vermogen in bunq gestopt. Gedurende deze tijd breidde bunq zich uit over 30 Europese landen.
In 2021 investeerde Britse investeerder Pollen Street Capital 193 miljoen euro in de bank in ruil voor ruim 10 procent van de aandelen. Niknam werd door deze transactie miljardair.  In 2022 kwam een nieuwe editie van ‘Breken met Banken’ uit, waarin ook wordt beschreven hoe bunq als gevolg van de investering van Pollen Street Capital unicorn-status wist te verkrijgen.
In 2023 verklaarde Niknam dat bunq 2022 winstgevend afsloot en dat 2023 bunqs eerste winstgevende jaar zal worden.  Niknam maakte in juli 2023 eveneens bekend dat bunq op dat moment 9 miljoen gebruikers telde   en €4,5 miljard aan gebruikerstegoeden beheerde. 
In 2024 kwamen Niknam en bunq wederom in het nieuws. Ditmaal omdat NOS en NRC na onderzoek berichtten dat phishing-aanvallers bij bunq “opvallend succesvol” waren. De buitgemaakte bedragen waren hoog, klanten werden in de regel niet gecompenseerd en beveiligingsmaatregelen die andere banken wel hadden ontbraken. Naar aanleiding van de berichtgeving verbeterde bunq zijn beveiliging en coulanceregeling, waarin is geregeld hoe gedupeerde klanten tegemoet worden gekomen. Fraudeslachtoffers kregen daardoor alsnog een schadevergoeding.

### Overige activiteiten
In februari van 2022 richtte Niknam, samen met ondernemers Robert Vis en Joris Becker, de stichting People for People op. Aanvankelijk was dit een reactie op de Russische oorlog tegen Oekraïne en richtte People for People zich op het bieden van hulp aan vluchtelingen uit die regio. Een paar maanden na de oprichting en in de context van de asielcrisis in Nederland, begon People for People zich te richten op hulp voor vluchtelingen uit alle regio’s.
Niknam is tevens medeoprichter van Next Level, een stichting die zich inzet voor meer diversiteit in de techsector.
Begin 2023 kondigde Niknam aan dat bunq €100.000 aan zowel People for People als Next Level had gedoneerd.
Niknam wordt algemeen erkend als een ‘serial entrepreneur’ en bunq krijgt in de media vaak het label ‘challenger’ of ‘disruptor’.  Niknam beschouwt zichzelf als iemand die technologie gebruikt om de wereld te verbeteren. Het gebruik van technologie in de bankensector leidde in 2018 tot een rechtszaak tussen bunq en De Nederlandsche Bank  over het gebruik van Machine Learning bij het bestrijden van witwaspraktijken. Niknam besloot bij deze zaak in hoger beroep te gaan en in 2023 werd bunq in het gelijk gesteld.  Het gevolg van deze uitspraak was dat traditionele banken ook de vrijheid kregen moderne technologie in te zetten om fraude tegen te gaan.

## Onderscheidingen
- Ernst & Young Entrepreneur of the Year Award 2024[40]
- Businessman of the Year by Masters EXPO [41]
- LOEY Lifetime Achievement Award 2022 [42]